# Anemia perniciosa
L'anemia perniciosa  è una patologia o disfunzione del metabolismo dovuta ad un diminuito assorbimento della vitamina B12 (o cobalamina), importante per la corretta maturazione degli eritrociti e delle altre cellule ematiche, che viene assunta attraverso la dieta alimentare ed è contenuta principalmente nella carne e nel latte. Può essere causata da diverse patologie, come celiachia e gastrite cronica atrofica autoimmune.

## Assorbimento della vitamina B12
La vitamina B12, detta anche cobalamina, viene assunta con la dieta in dosi non troppo elevate (2-3 µg/die), dato che il nostro organismo presenta significative riserve epatiche che vengono sfruttate in caso di carenza nella dieta fino al loro completo esaurimento, con conseguenti manifestazioni patologiche.
Una volta assunta con la dieta, la cobalamina si dissocia dalla parte proteica del complesso organo-metallico di cui fa parte grazie all'azione della pepsina a livello gastrico. Nel duodeno si lega all'aptocorrina, molecola di origine salivare a cui resta legata finché le lipasi pancreatiche non ne permettono la dissociazione. A questo punto, la cobalamina lega il fattore intrinseco, prodotto dalle cellule parietali gastriche, e a livello ileale lega un recettore specifico, denominato cubilina. Il complesso allora si dissocia, permettendo solo alla cobalamina di entrare nell'enterocita, che secerne a sua volta dal polo basale la cobalamina legata al suo trasportatore plasmatico, la trans-cobalamina 2, per giungere ai tessuti in attiva proliferazione, come il midollo osseo.

## Descrizione
Si tratta di una anemia megaloblastica, ipercromica, cronica e progressiva degli adulti, determinata da una gastrite cronica atrofica che porta ad una riduzione del fattore intrinseco. Quest'ultimo è indispensabile per la vitamina B12 per oltrepassare l'epitelio intestinale ed entrare in circolo per raggiungere i tessuti target. Può essere classificata come malattia autoimmune nei confronti della mucosa gastrica dato che sono stati riscontrati tre tipi di auto-anticorpi:
1. anticorpi che prevengono il legame della vitamina B12 al fattore intrinseco;
2. anticorpi che prevengono il legame del complesso vitamina B12-fattore intrinseco al recettore nell'ileo;
3. anticorpi verso le subunità di una pompa protonica gastrica (ATPasi H+-K+), teoricamente coinvolta nell'assorbimento della vitamina B12;

Essendo una malattia autoimmune è stata sospettata la presenza di un fattore ambientale alla base del processo immunitario: sono stati riscontrati in una buona parte di questi pazienti anticorpi verso Helicobacter pylori ed è stato proposto un meccanismo di mimetismo molecolare dove avviene una cross-reazione con gli antigeni della mucosa gastrica (es. ATPasi H+-K+) con danneggiamento della stessa.

## Segni clinici
- eritrociti abnormemente grandi (anemia macrocitica, o megaloblastica in quanto immaturi)
- anemia, leucopenia, trombocitopenia
- glossite atrofica, metaplasia intestinale (dovuta al meccanismo autoimmune)
- ipocloridria
- sintomi neurologici dovuti a degenerazione mielinica nel midollo spinale
- prognosi infausta, se non trattata

Il numero degli eritrociti è ridotto a meno di 3 milioni per mm3, ed allo striscio periferico appaiono macrocitici, ovali ed ipercromici. Il midollo emopoietico inoltre contiene un numero elevato di megaloblasti, che rappresentano una forma di maturazione dell'eritrocita. Infine gli eritrociti circolanti, in quanto difettosi, sono sottoposti a distruzione precoce, con aumento della bilirubina non coniugata (indiretta) nel sangue.

## Terapia
L'unica terapia possibile è l'assunzione di vitamina B12 per tutta la vita, integrata da terapie di supporto quale la somministrazione di dosi supplementari di ferro. Prima della scoperta della vitamina B12 si sottoponevano i pazienti a diete ricche di fegato crudo, sulla base degli studi che permisero a George Hoyt Whipple, George Richards Minot e William Parry Murphy di ottenere il Premio Nobel per la medicina nel 1934.